# فيلق والون
فيلق والون (بالفرنسية: Légion Wallonie)‏ كان تشكيلًا عسكريًا تعاونيًا تم تجنيده بين متطوعين ناطقين بالفرنسية من بلجيكا التي احتلتها ألمانيا، وخاصة من بروكسل والونيا، خلال الحرب العالمية الثانية. تم إنشاء الوحدة في يوليو 1941 بعد فترة قصيرة من الغزو الألماني للاتحاد السوفيتي، وقد دعم الوحدة من قبل حزب ركسست كدليل على ولائها تجاه ألمانيا النازية. عملت الفرقة على الجبهة الشرقية، في البداية كوحدة للفيرماخت، وبعد يونيو 1943، في فافن إس إس. على الرغم من تكبدها لخسائر فادحة، إلا أن الوحدة زادت في حجمها من كتيبة إلى لواء وفي نهاية المطاف لحجم فرقة قبل الاستسلام للبريطانيين في أبريل 1945.

## أصول

### حزب ريكسيست والتعاون
في وقت الغزو الألماني في مايو 1940، كان لدى بلجيكا العديد من الأحزاب السياسية التي كانت متعاطفة على نطاق واسع مع الأمثلة الاستبدادية والمناهضة للديمقراطية التي تمثلها ألمانيا النازية. في والونيا وبروكسل، كان أكبر حزب من هذه الجماعات هو حزب ريكسيست بقيادة ليون ديغريل. نشأ هذا ككتلة من التيار الكاثوليكي السائد، لكنه انقسم عام 1935 لتشكيل حزب شعبوي مستقل. من الناحية الإيديولوجية، دعم ريكس القومية البلجيكية، لكن دعمها للشركات والمناهضة للشيوعية جعلها متعاطفة مع جوانب الإيديولوجية النازية. لقد حققت بعض النجاح المبكر، وبلغت ذروتها في انتخابات عام 1936 التي حصلت فيها على 11.5 في المائة من الأصوات الوطنية، ولكنها شهدت انخفاضًا في السنوات التالية قبل الغزو الألماني وبقيت هامشية. 
بعد الاستسلام البلجيكي في 28 مايو 1940، تم إنشاء إدارة عسكرية ألمانية لحكم الأراضي المحتلة. فضلًا عن إستراتيجية للحكم غير المباشر، فضلت الإدارة العمل مع النخب السياسية والاجتماعية البلجيكية الراسخة، متجاهلة إلى حد كبير المجموعات السياسية المتطرفة مثل ريكسيست. 

### إنشاء الفيلق

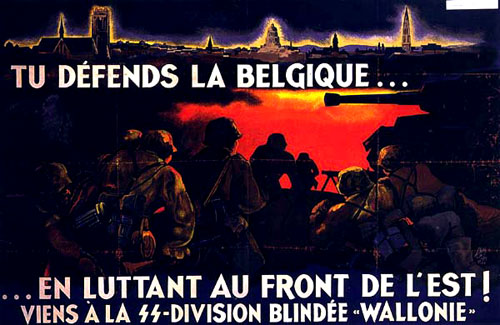
ملصق تجنيد للفيلق ، يجذب المشاعر القومية البلجيكية. تقول التسمية التوضيحية «أنت تدافع عن بلجيكا... بالقتال على الجبهة الشرقية».

من أجل الحصول على مزيد من النفوذ والدعم الألماني، حاول ريكس تقريب نفسه من سلطات الاحتلال. في 1 كانون الثاني (يناير) 1941، أعلنت دجريل دعم ريكس التام لسلطات الاحتلال وسياسة التعاون. بعد الغزو الألماني للاتحاد السوفيتي في 22 يونيو 1941، تبنت فكرة إنشاء وحدة عسكرية، ينظر إليها على أنها «فرصة سياسية لزيادة أهمية تحركاتهم والقضاء على المنافسة السياسية».  وفي الوقت نفسه، أعلن فلامس ناشيونال فيربوند (VNV)، وهو حزب فلمنكي قومي وحزب منافس في فلاندرز، أيضًا عن نيته تشكيل «فيلق فلمنكي» للقتال في جانب الجيش الألماني في الاتحاد السوفيتي. هذه الخطوة، جنبًا إلى جنب مع موقف الألمان المؤيد تجاه VNV، تعني أنه لن يكون من الممكن إدراك الخيار المفضل لدى ريكس بوجود «الفيلق البلجيكي» الوطني على الجبهة الشرقية. 
في يوليو 1941، أعلنت ريكس أنها ستجمع وحدة من المتطوعين من تلقاء نفسها، يطلق عليها اسم فيلق والون (ليجون والوني). ستشكل الوحدة جزءًا من الفيرماخت لأن الوالوين لم يُعتبروا «جرمانيين» بشكل كافٍ من قبل المنظرين العنصريين النازيين للالتحاق في فافن إس إس.  التقى التوظيف في البداية دون نجاح يذكر، مما دفع ديجريل شخصيًا للتطوع في الوحدة كوحدة خاصة. في المجموع، تطوع حوالي 850 من الرجال (معظمهم من كوادر Rexist) بحلول أغسطس 1941، مما أدى إلى وحدة تصل إلى قوة كتيبة مشاة.  تعيينها رسميًا على أنها كتيبة المشاة 373 (Infanterie Bataillon 373)، وقد تم إرسالها للتدريب في Meseritz، ألمانيا. كجزء من نموذج Degrelle المثالي لبلجيكا موسعة على الطراز البورغندي، اعتمدت الوحدة على صليب Burgundian كرمز لها.
في البداية، جاء معظم المتطوعين من كوادر ريكس وخاصة ميليشياتها شبه العسكرية، «تشكيلات القتال». في الدعاية، أكد ريكس على الطبيعة المعادية للشيوعية للنزاع وقال إن التعاون يتوافق مع القومية البلجيكية.  في البداية، واجهت الوحدة العديد من المشكلات الداخلية مع عدم رغبة بعض المتطوعين في أداء ولاءهم لأدولف هتلر وغيرهم ممن تم تصنيفهم على أنهم غير لائقين طبياً: تمت إعادة حوالي ثلث المتطوعين إلى الوطن قبل أكتوبر 1941.  خلال شتاء عام 1941 - عام 1942، شاركت في التدريب والعمليات المناهضة للحزب بالقرب من دونيتسك في أوكرانيا. 

## الجبهة الشرقية

### في فيرماخت، 1942-1943
خاض الفيلق مواجهته الأولى ضد القوات السوفيتية في جرومواجا بالكا، بالقرب من دونيتسك، في 28 فبراير 1942 كجزء من الجيش السابع عشر. لقد تكبدت خسائر فادحة، سواء بسبب المرض أو القتال، وتم تخفيضها إلى 150 رجلاً خلال أشهرها الأولى.  استمرت في مواجهة «خسائر فادحة» طوال عام 1942.  أن سجلها في القتال، تم استغلاله على نطاق واسع في الدعاية وزاد من شرعية ديغريل في أعين القيادة الألمانية، وخاصة هاينريش هيملر الذي تولى قيادة قوات الأمن الخاصة. في أواخر عام 1942، أعلن هيملر أن الوالون هو عرق جرماني، مما مهد الطريق لدمج الوحدة في فافن اس اس في 1 يونيو 1943. أعيد تنظيم الوالون لتصبح وحدة بحجم لواء اس اس من 2000 رجل، المعروف باسم SS - Sturmbrigade Wallonia (SS - Sturmbrigade Wallonien). 
يتطلب معدل الاستنزاف المرتفع داخل فيلق الوالون زيادة التركيز على التجنيد. بدأت حملة تجنيد ثانية في فبراير 1942، حيث جندت 450 متطوعًا جديدًا منهم كثيرون من جناح شباب ريكس الصغير. أثارت حملة «محمومة» ثالثة في نوفمبر 1942 1700 رجل آخر. أدت إضافات التوظيف هذه إلى إضعاف العديد من مؤسسات ريكسيست من خلال تحويل القوى العاملة عن المشاريع في بلجيكا. أثبتت محاولات تجنيد أسرى الحرب البلجيكيين فشلها.  ومع ذلك، أصبح ديغريل حريصًا بشكل متزايد على الإمكانات السياسية لجيش الوالون الذي رأى أنه أداة سياسية أكثر فاعلية من الحزب ريكسيست في بلجيكا.  مع استمرار الحرب وسقوط مجموعة أعضاء ريكسيست، أصبح المتطوعون «مغامرين إلى حد كبير غير سياسيين أو رجال يائسين»، وغالبًا ما يتم اختيارهم من الطبقة العاملة والعاطلين عن العمل. 

### في فافن إس إس، 1943-1945

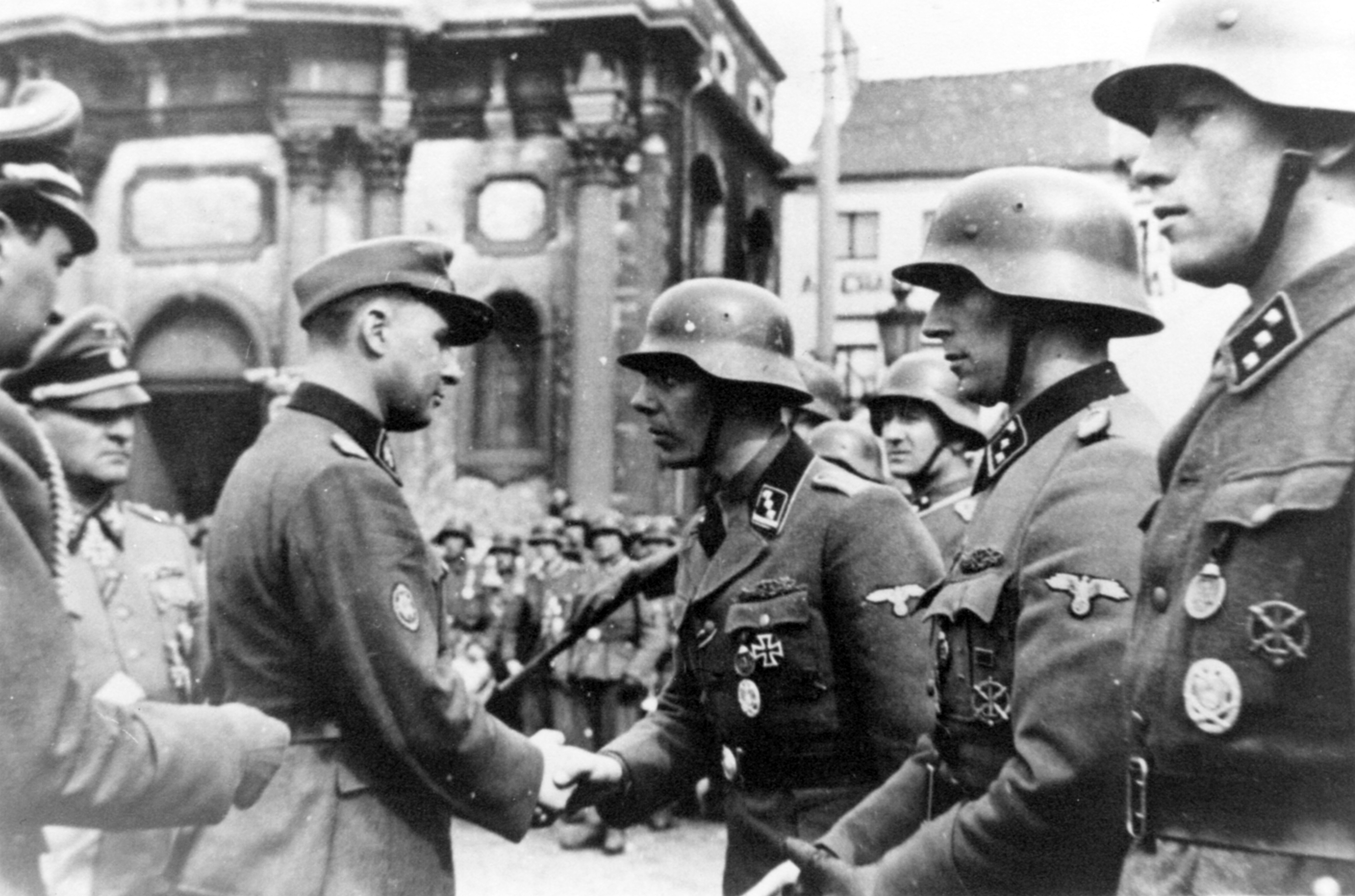
ليون ديغريل، قائد ريكسيست وعضو في فرقة الوالون، صور في شارلروا في أبريل 1944. رأى ديغريل الفيلق كأداة سياسية لكسب الدعم الألماني

في نوفمبر 1943، تم نشر SS- Sturmbrigade Wallonia الجديد لأول مرة في أوكرانيا استجابة لهجوم دنيبر-كارباثيان السوفيتي. هناك، قاتل اللواء كجزء من فرقة بانزر فيكينج إس إس الخامس في جيب Korsun-Cherkassy في فبراير 1944 وعانى من خسائر بنسبة 70 بالمائة.  كان من بين القتلى قائد الوحدة لوسيان ليبيرت.  قاتلت المفرزة أيضًا عند خط تانينبرغ في إستونيا في يونيو 1944، حيث تكبدت خسائر فادحة. على الرغم من ذلك، تم الاحتفال على نطاق واسع بدراجيل لدوره في المعركة في تشيركاسي وحصل على وسام الفارس الصليبي الحديدي، ليصبح «الصورة المثالية لجميع المتعاونين الأوروبيين» وظهر في مجلة سيجنال.  عادت بقايا الوحدة إلى بلجيكا حيث نُظمت مسيرات في بروكسل وتشارلروا في أبريل 1944. قبل عودتها، إلى حد كبير لتشجيع المزيد من التجنيد. 
في أعقاب تحرير الحلفاء لبلجيكا في سبتمبر 1944، نجح ديغريل في ترقية اللواء إلى فرقة.  دمج الجنود الفرنسيين والإسبان من فيلق المتطوعين الفرنسيين ضد البلشفية (LVF) والفرقة الزرقاء في الوحدة لزيادة أعدادها.  خلال الانسحاب، شارك جنود والون في مذبحة ضد 6000 سجين يهودي في معسكر الاعتقال ستوتوف في يناير 1945. شهد بقايا «التقسيم» حركة أثناء عملية الانقلاب في فبراير 1945 واضطرت إلى التراجع عبر بوميرانيا الوسطى بالقرب من ستيتين على نهر أودر. بعد انشقاق جماعي في أبريل / نيسان، فر أفراده الـ 400 المتبقون إلى لوبيك حيث استسلموا للجيش البريطاني.
إجمالا، خدم ما بين 7000 و8000 رجل في الفيلق الوالوني بين عامي 1941 و1944، أي أقل بقليل من عدد الفلمنديين الذين خدموا في تشكيلات مماثلة. قُتل حوالي 1337،  يمثلون حوالي خمس قوامها الإجمالي.  ومع ذلك، لم يتجاوز العدد الاقصى 2000 رجل.  خشية إعدامه بتهمة الخيانة في بلجيكا، هرب ديغريل إلى الدنمارك والنرويج ثم هرب إلى إسبانيا الفرنسية حيث بقي في المنفى حتى وفاته في عام 1994. 